# Bryocorinae
Los briocorinos, Bryocorinae, son una subfamilia de hemípteros heterópteros de la familia Miridae.

## Tribus
- Bryocorini
- Dicyphini
- Eccritotarsini